# Prochowice (gmina)
Prochowice est une gmina mixte du powiat de Legnica, Basse-Silésie, dans le sud-ouest de la Pologne. Son siège est la ville de Prochowice, qui se situe environ 16 km au nord-est de Legnica, et 50 km à l'ouest de la capitale régionale Wrocław.
La gmina couvre une superficie de 102,62 km2 pour une population de 7 535 habitants.

## Géographie
La gmina est bordée par les gminy de Kunice, Lubin, Malczyce, Ruja, Ścinawa, Wołów.